# Coelogyne fimbriata
Coelogyne fimbriata är en orkidéart som beskrevs av John Lindley.
Coelogyne fimbriata ingår i släktet Coelogyne och familjen orkidéer. Inga underarter finns listade i Catalogue of Life. Artens utbredningsområde anges som från Nepal till södra Kina och västra Malesia.

## Bilder

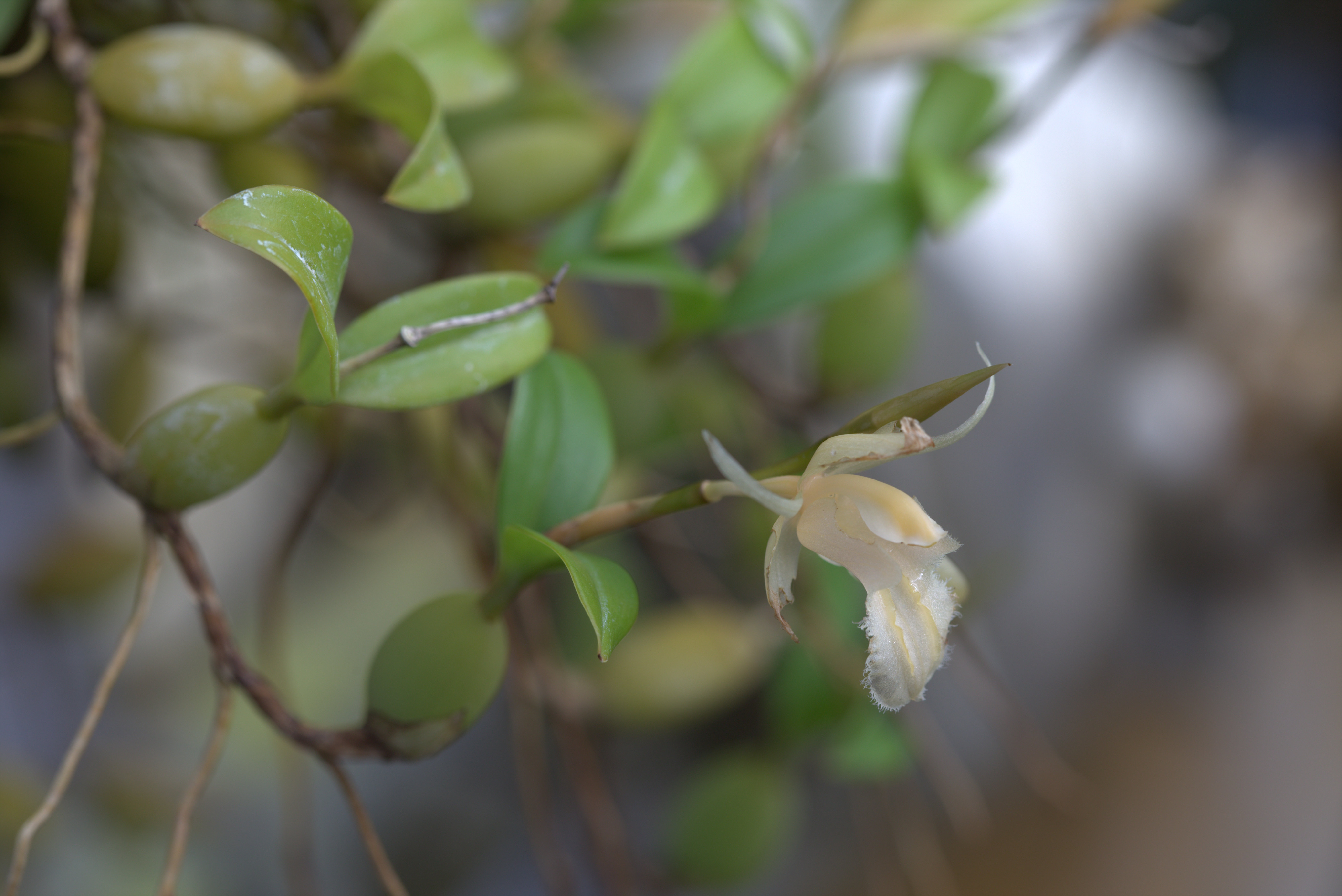
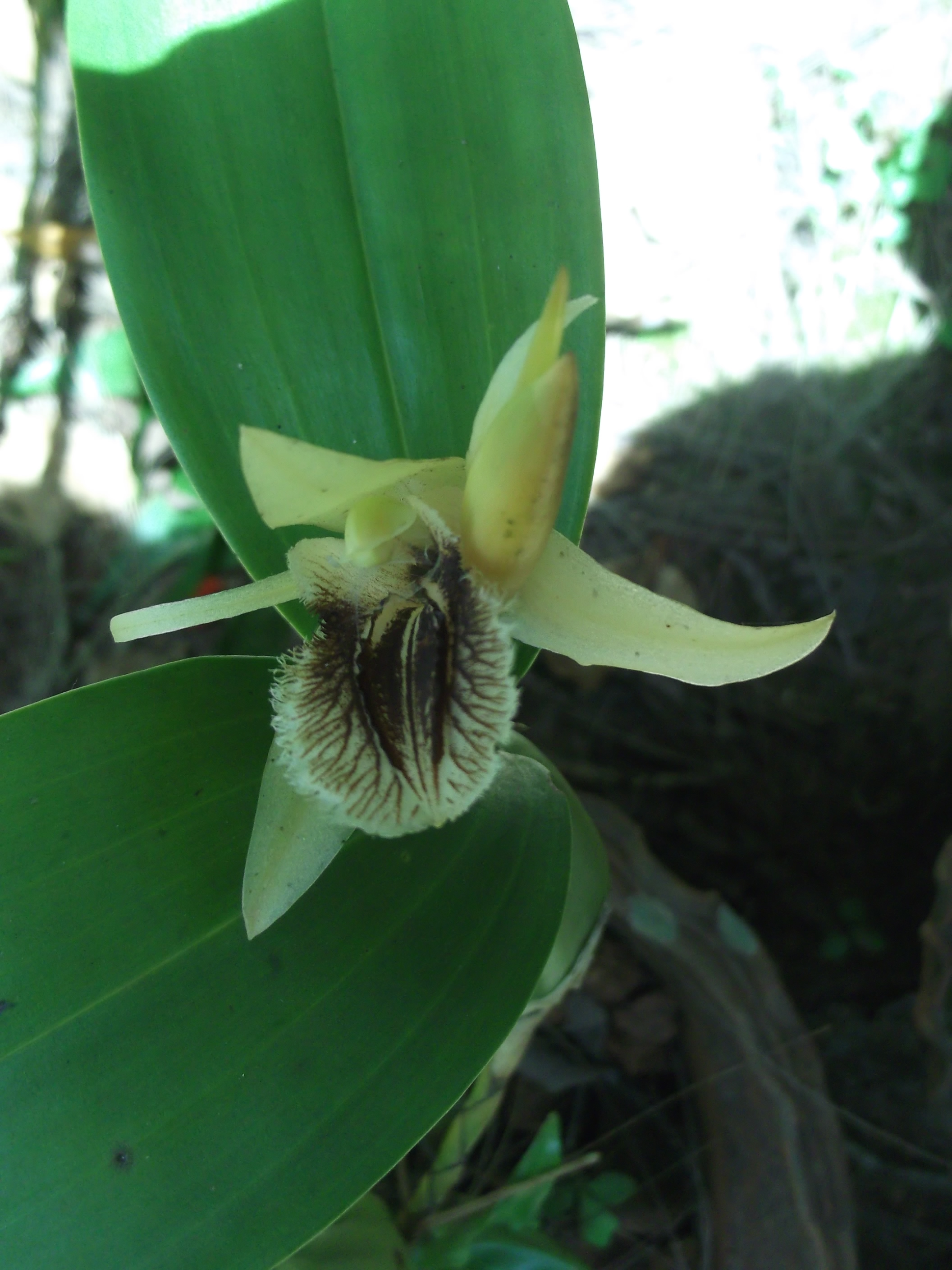
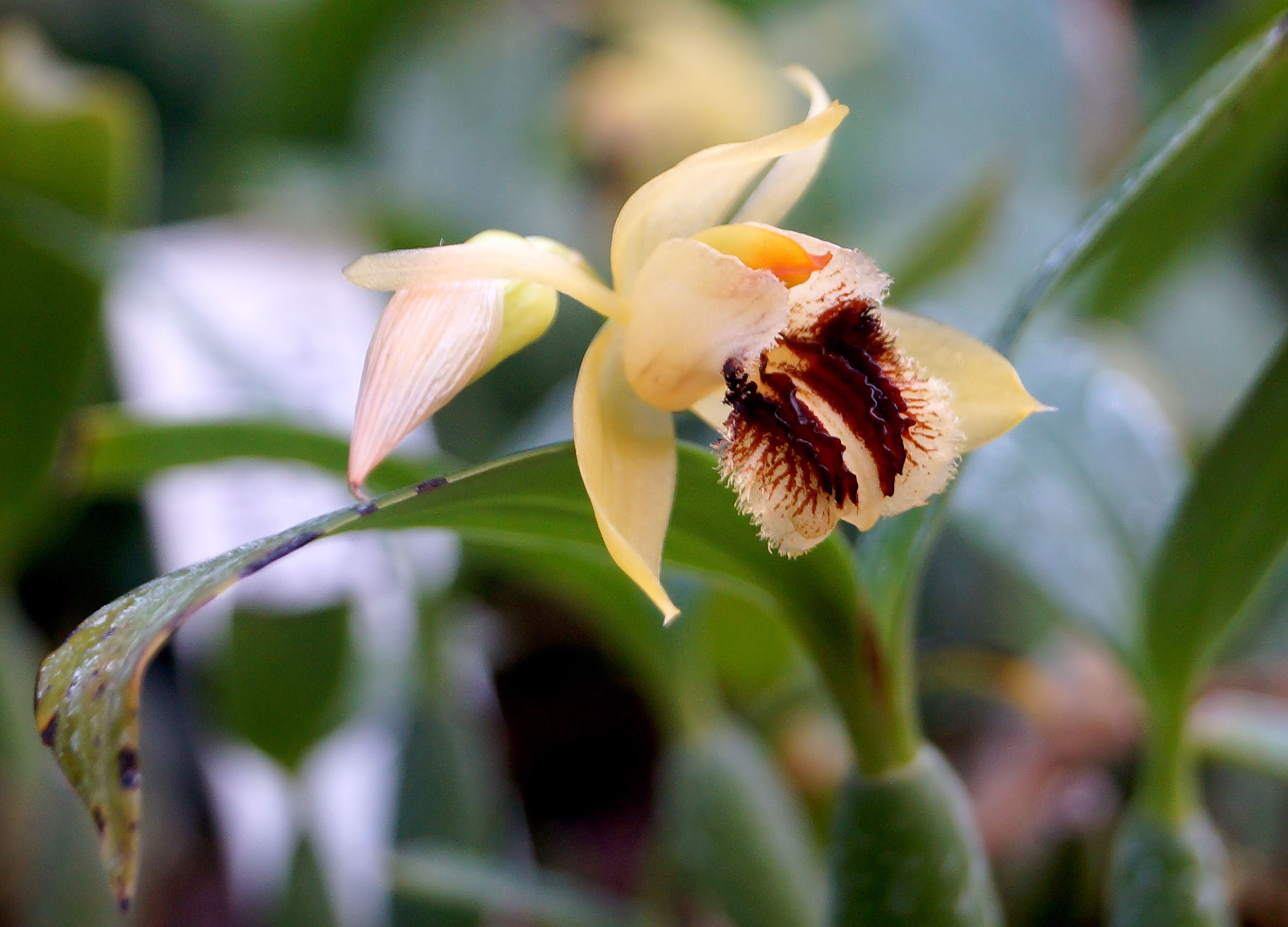